# Tenupedunculus pulchrum
Tenupedunculus pulchrum är en kräftdjursart som först beskrevs av Schultz 1982C.  Tenupedunculus pulchrum ingår i släktet Tenupedunculus och familjen Stenetriidae. Inga underarter finns listade i Catalogue of Life.